# Zuzanna (postać biblijna)
Zuzanna (hebr. שׁוֹשַׁנָּה) – w Biblii, w 13. rozdziale Księgi Daniela, według katolickiego i prawosławnego kanonu, nie uznawanego za natchnione przez judaizm, i inne religie – piękna i cnotliwa małżonka bogatego rządcy Joakima, córka Chilkiasza.
Dwaj starcy, będący sędziami, zapałali żądzą do pięknej żony Joakima i pewnego razu, gdy się kąpała, posłużyli się szantażem, by ją zdobyć. Kiedy Zuzanna odrzuciła ich zaloty, starcy oskarżyli ją przed tłumem o cudzołóstwo. Niewinna Zuzanna poniosłaby śmierć przez ukamienowanie, gdyby nie młody prorok Daniel. Oburzony nieprawością starych sędziów, wypytując ich z osobna wykazał ich kłamstwa, za co skazano ich na śmierć, a Zuzanna odzyskała wolność i cześć (Księga Daniela Dn 13,1-63).
Na tym motywie biblijnym oparto wiele dzieł sztuki i dzieł literackich, m.in.: obrazy Jean-Baptiste Santerre'a, Jacopo Tintoretta, Artemisii Gentileschi, Petera Paula Rubensa, czy Rembrandta, a także poemat humanistyczny Jana Kochanowskiego pt. Zuzanna.

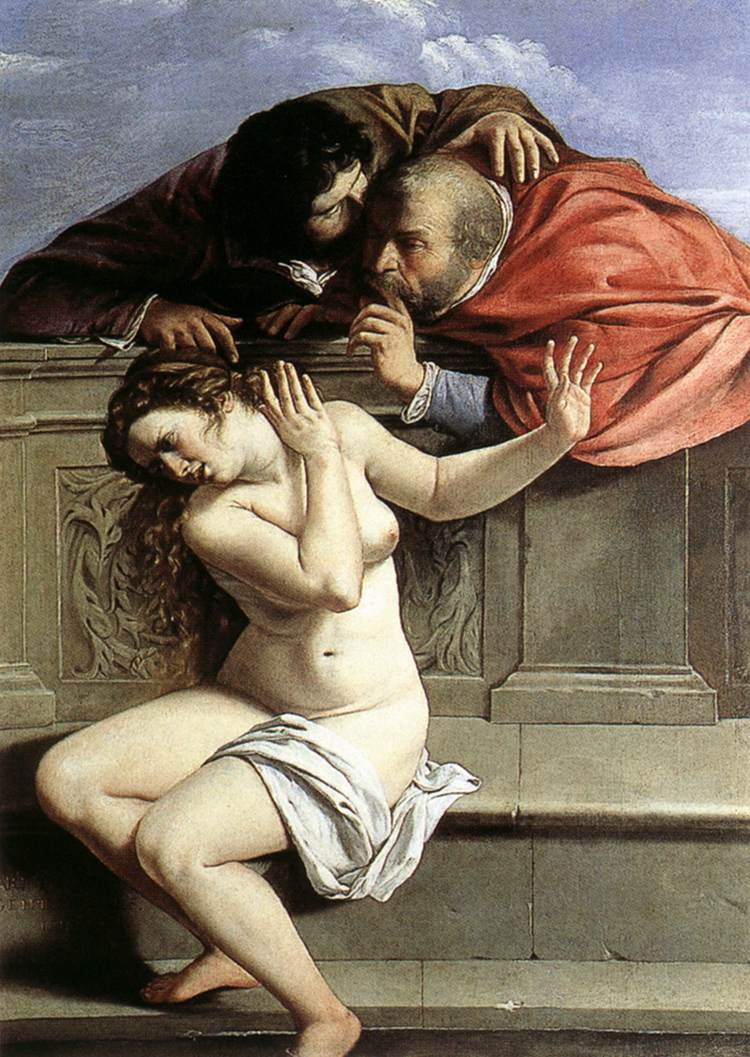
Artemisia Genteleschi, Zuzanna i starcy, 1610.

Biblizmy: cnotliwa Zuzanna – kobieta przyzwoita, cnotliwa.